# Iring Fetscher
Iring Fetscher (Marbach am Neckar, 4 marzo 1922 – Francoforte sul Meno, 19 luglio 2014) è stato un politologo tedesco.

## Biografia
Fetscher nacque a Marbach am Neckar il 4 marzo 1922; nello stesso anno, la sua famiglia si trasferì a Dresda: qui suo padre, il medico Rainer Fetscher, era professore di Sozialhygiene.
Fu professore di scienze politiche e filosofia sociale presso l'Università Goethe di Francoforte dal 1963 fino al pensionamento, avvenuto nel 1987. La sua ricerca si focalizzò sul pensiero di Rousseau, Hegel e Marx; di particolare rilevanza sono i suoi studi sulle divergenze tra Marx e le differenti interpretazioni del marxismo, come ad esempio il revisionismo di Eduard Bernstein. Tra le sue opere principali Der Marxismus (1963-1968), Handbuch der politischen Ideen e soprattutto Von Marx zur Sowjetideologie (1957).

## Pubblicazioni
- Der Marxismus
- Handbuch der politischen Ideen
- Von Marx zur Sowjetideologie

- Die Geiß und die sieben Wölflein in Update on Rumpelstiltskin and other Fairy Tales by 43 Authors (1976), compiled by Hans-Joachim Gelberg, written by Iring Fetscher, Alfons Schweiggert, Rolf Krenzer, Günter Kunert, Rosemarie Künzler-Behncke, Hans-Georg Lenzen, Josef Wittmann, Wolf Wondratschek, Werner Schmoll, Hans-Joachim Gelberg, Janosch, Richard Bletschacher, Reiner Kunze, Max Bolliger, Christa Reinig, Friedl Hofbauer, Rudolf Otto Wiemer, Jörg Steiner, Kurt Kusenberg, Peter Härtling, Josef Guggenmos, Ota Filip, Irmela Brender, Karlhans Frank, Achim Bröger, Luděk Pešek, Wolfgang Weyrauch, Vera Ferra-Mikura, Nicolas Born, Hildegard Wohlgemuth, Günter Bruno Fuchs, Franz Fühmann, Ernst A. Ekker, Michael Kumpe, Oskar Maria Graf, Agathe Keller, Lotte Betke, Doris Mühringer, Dagmar Chidolue, Juri Korinetz, Michael Ende, Béatrice Tanaka, and André Heller, illustrated by Willi Glasauer, published by Beltz & Gelberg